# Abel Colley Tavern
Abel Colley Tavern je dům stojící v Menallen Township, Fayette County v Pensylvánii, který sloužil jako hostinec. Byl postaven asi v roce 1835 v novořeckém stylu. Je cihlový s pískovcovými základy. Byl zřízen jako zastávka pro cestující na National Road farmářem Abelem Colleymem.
V roce 1995 byl zařazen do National Register of Historic Places.